# Pseudophoxinus kervillei
Pseudophoxinus kervillei é uma espécie de peixe actinopterígeo da família Cyprinidae.
Pode ser encontrada nos seguintes países: Israel, Jordânia, Libano e Síria.
Os seus habitats naturais são: rios, rios intermitentes e lagos de água doce.
Está ameaçada por perda de habitat.